# Reykjavíks universitet
Reykjavík är ett universitet i Reykjavík på Island. Reykjaviks universitet har 3 800 studenter och mer än 250 anställda. Reykjaviks universitet har utbildningar inom ekonomi, datavetenskap, juridik och vetenskap och teknik.